# Boghos Bey Youssoufian
Boghos Bey Youssoufian né en 1775 à Smyrne et mort en 1844 en Égypte est un marchand arménien, officier des douanes et homme politique dans l'Empire ottoman. Il est drogman, secrétaire, ministre du Commerce puis ministre des Affaires étrangères de Méhémet Ali de 1826 à sa mort.

## Biographie
Les parents de Boghos Youssoufian sont Marta et Hovsep, un marchand arménien de Kayseri dans l'Empire ottoman. Ils s'installent à Smyrne avant la naissance de Boghos qui est leur premier enfant. 
Dans sa jeunesse, Youssoufian aide son oncle Arakel Abroyan, alors drogman du consulat britannique à Smyrne. En 1796, Abroyan transmet le poste de drogman à Youssoufian qui maîtrise le turc, le persan, l’arabe, l’italien, le grec, le français et l’anglais.
Youssoufian acquiert ses compétences de marchand en dirigeant un poste de commerce basé dans la ville de Trieste en Italie. Dans les années 1790, Youssoufian devient officier de douane sous Mourad Bey dans la ville de Rosette en Égypte. Youssoufian devient un marchand si prospère qu'il est invité par le wali (gouverneur) Méhémet Ali à devenir son secrétaire. Youssoufian est nommé drogman en chef du wali, premier conseiller, porte-parole officiel, ministre du Commerce et des Affaires étrangères, et pendant deux décennies, Youssoufian devient le principal homme d'État égyptien. Le wali lui accorde une confiance si absolue qu'il signait les documents avant même qu'ils ne soient rédigés par Bey Youssoufian,.
En 1842, Boghos Youssoufian fait venir en Égypte son neveu Nubar Pacha, alors âgé de 17 ans et dont le père vient de mourir. Dans ses denières années, Youssoufian, malade, forme lui-même son successeur au poste de ministre, également issu de la diaspora arménienne : Artin Tcherakian.
Boghos Youssoufian est considéré comme le premier chrétien en Égypte à avoir reçu le titre de bey.